# Dicranomyia (Dicranomyia) kermadecensis
Dicranomyia (Dicranomyia) kermadecensis is een tweevleugelige uit de familie steltmuggen (Limoniidae). De soort komt voor in het Australaziatisch gebied.